# Loewia aragvicola
Loewia aragvicola là một loài ruồi trong họ Tachinidae.